# Fabio Kacero
Fabio Kacero (Buenos Aires, 1 de enero de 1961) es un artista plástico y escritor argentino.
Kacero estudió en la Escuela Nacional de Bellas Artes Prilidiano Pueyrredón, donde se recibió como profesor de dibujo y pintura, y realizó estudios de Filosofía en la Facultad de Filosofía y Letras de la Universidad de Buenos Aires. Comenzó sus exposiciones individuales en 1991, con la muestra Las voces emergentes montada en Harrods de Buenos Aires.
Expuso sus obras en la I Bienal del Mercosur en Porto Alegre (Brasil), el Instituto de Cooperación Iberoamericana en 1993, Apex Art, Nueva York en 1996, Galería Kravets-Wehby de Nueva York y Centro Cultural Borges en 1998, en Galería Ruth Benzacar en 2000, y en el Centro Cultural de España en Buenos Aires (CCEBA) en 2011, entre otras. En 2007 la editora Adriana Hidalgo publicó un libro con reproducciones de sus obras y ensayos sobre sus piezas, curado por Rafael Cippolini, considerado un indicador del reconocimiento alcanzado por el artista. En 2014 expuso en el Museo de Arte Moderno de Buenos Aires (MAMBA) su muestra Detournalia, retrospectiva del trabajo desde 2001. Participó de muestras colectivas y ferias de arte internacionales en Argentina, Brasil, Venezuela, México, EE. UU., España y Japón.
Entre los premios recibidos por Kacero se cuentan el Premio Artista Iniciación del Año, Asociación Argentina de Críticos de Arte en 1991; Primer Premio Fundación Nuevo Mundo en 1992; Primera Mención III Concurso del Concejo Deliberante en 1994; el Premio Leonardo a la Joven Generación en 1998; la Mención Premio Costantini en 1999; y el Premio Konex en 2002.